# Juan Francisco Tarragona
Juan Francisco Tarragona (Santa Fe, Argentina, 1769 - Montevideo, Uruguay, 1843) fue un político argentino, partidario de la Revolución de Mayo y miembro de la Junta Grande.

## Biografía
Era hijo del médico de su ciudad natal y, según el genealogista Narciso Binayán Carmona, era descendiente del conquistador, explorador y colonizador español Domingo Martínez de Irala (1509-1556); sus antepasados tenían un remoto origen mestizo  guaraní, que compartía con muchos próceres de la época de la Independencia y con grandes personajes paraguayos y argentinos.
Estudió en Córdoba y se dedicó al comercio. Dirigió el cabildo abierto de junio de 1810, por el cual se aprobó la Revolución de Mayo y fue elegido diputado a la Junta Grande, a la que se incorporó en diciembre. Perteneció al grupo leal al presidente de la misma, Cornelio Saavedra. Después de la noticia de la derrota en el Alto Perú, apoyó un tratado de paz con la ciudad realista de Montevideo, e incluso intentó pactar con los piratas españoles que saqueaban las costas de su provincia.
En diciembre de 1811, la Junta Grande fue reemplazada por el Primer Triunvirato, y Tarragona fue nombrado director de la fábrica de fusiles. Regresó a Santa Fe al año siguiente y fue un firme apoyo del régimen porteño en la provincia.
En abril de 1815, una reunión de vecinos obligaba a renunciar al gobernador Eustoquio Díaz Vélez, y era electo gobernador Francisco Candioti, amigo de José Artigas. En respuesta, el gobierno central envió una expedición en contra de Candioti, pero la tropa se insurreccionó en Fontezuelas y provocó la caída del director Alvear. Poco después, su sucesor Álvarez Thomas enviaba otra expedición contra Santa Fe, al mando de Viamonte, que llegó dos días antes de la muerte del anciano Candioti.
Viamonte aprovechó la desorientación de los federales para hacer nombrar gobernador a Tarragona. Poco después, una Junta Representativa, elegida a gusto de Viamonte, decidió proclamar el regreso a la sumisión a Buenos Aires. El gobierno de Tarragona fue casi una dependencia colonial, en que la provincia se vio obligada a contribuir sin límites a la guerra de independencia a cambio de nada.
Pero los federales moderados conspiraron durante meses, ya que era evidente que representaban la mayoría de la población, y Tarragona sólo había triunfado con al apoyo de las fuerzas de Viamonte.
La oportunidad llegó cuando Viamonte mandó buena parte de sus tropas a unirse al Ejército del Norte y al Ejército de los Andes, a principios de 1816. En marzo, la compañía de blandengues al mando de Estanislao López se sublevó, en su apoyo se pronunció Mariano Vera, y desde Entre Ríos llegó ayuda enviada por Artigas. Los federales atacaron la ciudad y obligaron a rendirse a Viamonte, y hasta el mismo Artigas cruzó a Santa Fe. Viamonte y sus oficiales fueron llevados presos, pero Tarragona logró escapar. Sus bienes fueron confiscados por orden del gobernador Vera.
Tarragona participó en algunas de las campañas del Directorio contra su provincia durante el resto de la década, pero nunca regresó a la ciudad. Durante los desórdenes de 1820 se exilió en Montevideo, donde se dedicó al comercio. Allí murió en abril de 1843.
- Tarragó, Griselda B. y Barriera, Darío G., Nueva historia de Santa Fe, tomo 4, Ed. Prohistoria, Rosario, 2006.
- Gianello, Leoncio, Historia de Santa Fe, Ed. Plus Ultra, Bs. As., 1986.